# Сун Лянь
Сун Лянь (кит.: 宋濂; нар. 4 листопада 1310 — пом. 20 червня 1381), ім'я поштивості Цзінлянь (景濂) — китайський історик і політичний діяч династії Мін.

## Біографія
Був літературним і політичним радником імператора Хун'у. До цього він був одним із головних діячів школи неоконфуціанства Цзіньхуа династії Юань. Як голова офіційного Бюро історії династії Мін, Сун Лянь керував складанням офіційної династичної історії попередньої династії Юань.
Компіляція Історії Юань, на замовлення двору династії Мін, була завершена в 1370 році. Під керівництвом Сун Ляна офіційна династична історія порвала зі старою конфуціанською історіографічною традицією та заснувала нову історичну парадигму, яка стверджувала, що вплив історії дорівнює впливу великих конфуціанських класиків у керуванні людськими справами.
В азійській історіографії «Історія Юаня» є основним джерелом для вивчення історії ханьських, тунгуських, монгольських і тюркських народів.